# Christiaan Huygensprijs
De Christiaan Huygensprijs is een jaarlijkse prijs die wordt toegekend aan recent gepromoveerde onderzoekers.
Hun dissertatie moet een belangrijke bijdrage zijn aan het vakgebied en een uitstraling hebben naar de maatschappij. De jury wordt samengesteld door de Koninklijke Nederlandse Akademie van Wetenschappen (KNAW). Bij het toekennen van de prijs staan de wetenschapsgebieden centraal waarin Christiaan Huygens uitblonk: wiskunde, natuurkunde en astronomie.
De prijs werd in 1998 ingesteld. De prijs bestaat uit een geldbedrag van 10.000 euro, een oorkonde en een bronzen beeld van Christiaan Huygens.
De prijsuitreiking vindt plaats in de Oude Kerk in Voorburg, niet ver van Hofwijck, de buitenplaats van de familie Huygens. De minister of staatssecretaris van OCW reikt de prijs uit namens de stichting Christiaan Huygensprijs.

## Prijswinnaars
- 1998: Ronald J.F. Cramer (informatie- en communicatietechnologie)
- 1999: Antoon A.J. Pelsser (econometrie)
- 2000: Titus J. Galama (ruimtewetenschappen)
- 2001: Christoph G.A. Hoelen (technische en theoretische natuurkunde)
- 2002: Alex I. Yanson (experimentele natuurkunde)
- 2003: Alain W. Hecq (econometrie en actuariaat)
- 2004: Amina Helmi (ruimtewetenschappen)
- 2005: Jeroen van de Ven (economie)
- 2006: Bas L.M. Hendriksen (natuurkunde)
- 2007: Roger J.A. Laeven (econometrie en actuariaat)
- 2008: Mariska T. Kriek (ruimtewetenschappen)
- 2009: Raluca Marin-Perianu (informatie- en communicatietechnologie)
- 2010: Martijn G. de Jong (economische wetenschappen)
- 2011: Frank Koppens (natuurkunde)
- 2012: Stephan J.M. Smeekes (econometrie en actuariaat)
- 2013: J.M. Diederik Kruijssen (ruimtewetenschappen)
- 2014: Bart Jansen
- 2015: Thomas Busser
- 2016: Bernard van Heck
- 2017: Jochem de Bresser (econometrie en actuariaat)
- 2018: Adrian Hamers (sterrenkunde)
- 2019: Christopher Smiet (natuurkunde)
- 2020: De prijs is in 2020 niet toegekend.
- 2021: Didier Nibbering (econometrie)
- 2022: Sara Issaoun (ruimtewetenschappen)
- 2023: Nico W. Hendrickx (natuurkunde)
- 2024: Jan-Willem van Ittersum (wiskunde)